# Muricea californica
Muricea californica är en korallart som beskrevs av Aurivillius 1931. Muricea californica ingår i släktet Muricea och familjen Plexauridae. Inga underarter finns listade i Catalogue of Life.

## Bildgalleri

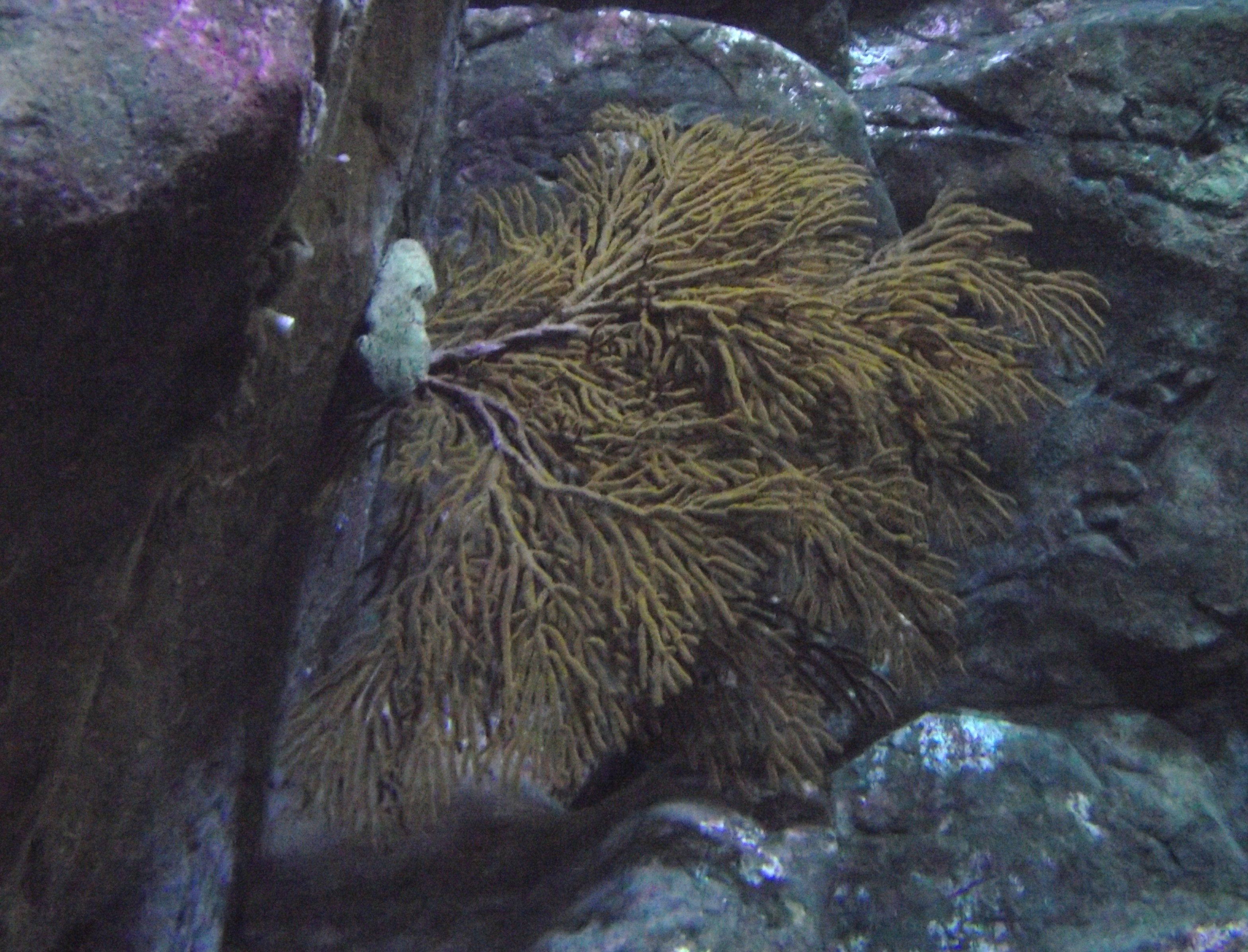
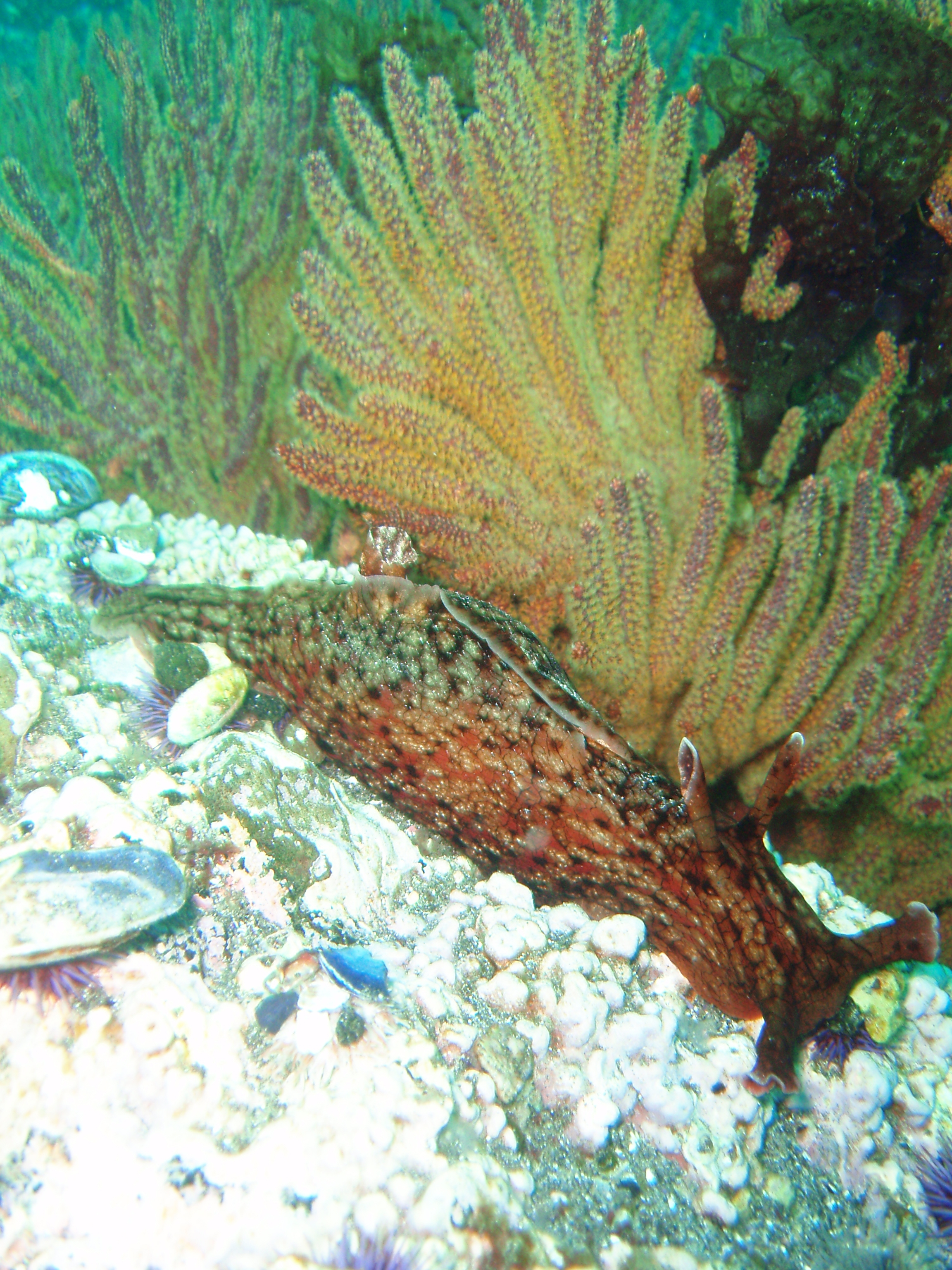